# NGC 3423
NGC 3423 est une galaxie spirale située dans la constellation du Sextant. NGC 3423 a été découverte par l'astronome germano-britannique William Herschel en 1784.

## Caractéristiques
La classe de luminosité de NGC 3423 est III-IV et elle présente une large raie HI. De plus, c'est une galaxie du champ, c'est-à-dire qu'elle n'appartient pas à un amas ou un groupe et qu'elle est donc gravitationnellement isolée.Selon la base de données Simbad, NGC 3423 est une galaxie à noyau actif.

### Distance
Sa vitesse par rapport au fond diffus cosmologique est de 1 364 ± 25 km/s, ce qui correspond à une distance de Hubble de 20,12 ± 1,46 Mpc (∼65,6 millions d'al).
À ce jour, 11 mesures non basées sur le décalage vers le rouge (redshift) donnent une distance de 12,891 ± 2,422 Mpc (∼42 millions d'al), ce qui est nettement à l'extérieur des valeurs de la distance de Hubble. Puisque cette galaxie est relativement rapprochée du Groupe local, il est probable que cette valeur soit plus près de la distance réelle de NGC 3423. Notons que c'est avec la valeur moyenne des mesures indépendantes, lorsqu'elles existent, que la base de données NASA/IPAC calcule le diamètre d'une galaxie.

## Morphologie

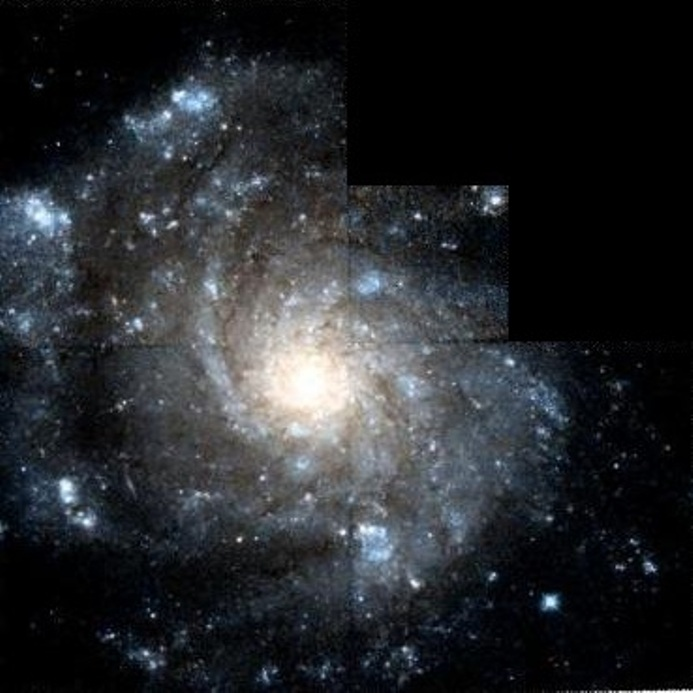
NGC 3423 par le télescope spatial Hubble.

NGC 3423 a été utilisée par Gérard de Vaucouleurs comme une galaxie de type morphologique SA(s)cd dans son atlas des galaxies,.
Eskridge, Frogel et Pogge ont publié un article en 2002 décrivant la morphologie de 205 galaxies spirales ou lenticulaires rapprochées. Les observations ont été réalisées dans la bande H de l'infrarouge et dans la bande B (le bleu). Selon Eskridge et ses collègues, NGC 3423 est de type Sc dans la bande B et Sd dans la bande H. NGC 3423 est très près d'être vue de face. Son bulbe légèrement elliptique est encastré dans un disque de très faible brillance de surface. Il existe des traces de structure en spirale dans le disque, mais pas de bras à grande échelle. Il y a également de nombreux nœuds de formation d'étoiles répartis sur le disque qui ne se trouvent sur aucun des segments en spirale.

## Supernova
La supernova SN 2009ls a été découverte le 23 novembre 2009 dans NGC 3423 par les astronomes japonais Fujio Kabashima (it) et Koichi Nishiyama (it). Cette supernova était de type II.